# Невиђени
Невиђени (енгл. The Incredibles) је амерички рачунарски-анимирани суперхеројски филм из 2004. године продуциран од стране Pixar Animation Studios-а и издат од стране Walt Disney Pictures-а. Писац и редитељ филма је Бред Берд, док гласове позајмљују Крејг Нелсон, Холи Хантер, Сара Вауел, Спенсер Фокс, Џејсон Ли, Самјуел Лирој Џексон и Елизабет Пења. Смештен у алтернативну верзију 1960-их, филм прати Парове, породицу суперхероја која скрива своје моћи у складу са владиним мандатом и покушава да живи мирним приградским животом. Жеља г. Невиђеног да помогне људима увуче целу породицу у сукоб са осветољубивим непријатељем.
Берд, који је био први спољни редитељ Pixar-а, развио је филм је као продужетак стрипова из 1960-их и шпијунских филмова из свог дечачког и личног породичног живота. Представио је филм Pixar-у након што Warner Bros. није остварио успех на благајнама са његовим првим филмом, Гвоздени џин (1999), и пренео већи део своје екипе на развој филма Невиђени. Анимацијски тим имао је задатак да анимира глумачку екипу која је захтевала стварање нове технологије за анимирање детаљне људске анатомије, одеће и реалне коже и косе. Мајкл Ђачино компоновао је музику филма.
Премијера филма била је 27. октобра 2004. године на Лондонском филмском фестивалу и генерално је издат 5. новембра 2004. године у Сједињеним Државама. Добро се показао на благајнама, зарадивши 633 милиона америчких долара широм света током свог првобитног биоскопског приказивања. Филм Невиђени је добио широко одобрење критичара и публике, освојивши два Оскара и награду Ени за најбољи анимирани филм. То је био први у потпуности анимирани филм који је освојио престижну награду Хјуго за најбољу драмску презентацију. Наставак, Невиђени 2, издат је 15. јуна 2018. године.

## Радња
Педесетих година се јавно мњење окреће против суперхероја због колатералне штете проузроковане њиховом борбом против криминала. Након неколико тужби, влада покреће Програм пресељења суперхероја, који приморава „супере” да се трајно придржавају свог тајног идентитета и напусте своје подвиге. Петнаест година касније, негде средином 1960-их, Боб и Хелен Пар—некада познати као г. Невиђени и Еластична—и њихова деца, Виолета, Муња и беба Џек-Џек, су приградска породица која живи у Метровилу. Иако воли своју породицу, Боб се буни на свакодневицу свог приградског начина живота и посла са белом краватом. Заједно са својим најбољим пријатељем, Луцијусом Бестом, раније познатим као Ледени, Боб повремено проживљава „дане славе” током ноћи као будан човек.
Једног дана, након што су открили да је нестао један од његових пријатеља, Боб и Луцијус су замало ухваћени током њихових месечарских активности. Следећег дана, након што га надређени спречава да заустави пљачку, Боб губи живце и повређује га случајно користећи своју надљудску снагу, што је резултирало Бобовом сменом. Враћајући се кући, Боб прима видео-поруку од жене по имену Мираж, која му даје плаћену мисију да уништи дивљег војног робота налик на статив, Омнидроид, на удаљеном острву Номанисан. Боб путује на острво, где се бори и онеспособљава робота преварајући га да истргне сопствени извор напајања. Боб подмлађује акцију и већу плату. Побољшава однос са породицом и започиње ригорозан физички тренинг док чека наредни задатак од Мираж у наредна два месеца. Пронашавши поцепотину на свом супероделу, посећује костимографкињу суперхероја Едну Моду да је поправи. Под претпоставком да Хелен зна шта Боб ради, Една израђује и одела за остатак породице.
Крећући поново за Номанисан, Боб открива да Мираж ради за Бадија Пајна, незадовољног бившег обожаватеља којег је одбацио као свог помоћника, а сада је постао немилосрдни изумитељ и богати трговац оружјем под псеудонимом Синдром. Након избегавања гнева синдрома, Боб проналази костур суперхероја у пећини, а одраз показује на натпис на зиду: КРОНОС. Боб користи реч да би се ушуњао у рачунар Синдрома и сазнаје да је Синдром усавршавао Омнидроид унајмљујући различите суперхероје да се боре против њега, убијајући их притом. Синдром намерава да усавршени Омнидроид пошаље у Метровил, где ће тајно манипулисати његовим контролама да би га победио у јавности, постајући и сам „херој”. Касније ће продати своје изуме како би сви могли да постану „супер”, чинећи стварне суперхероје бескорисним.
Хелен посећује Едну и сазнаје шта је Боб радио. Она активира светионик који је Една уградила у одела како би пронашла Боба, нехотице узрокујући да буде заробљен док се инфилтрира у базу Синдрома. Еластична позајмљује приватни авион да би путовала до Номанисана. Открива да су Виолета и Муња пошли с њом, оставивши Џек-Џека с бебиситерком Кари. Хеленине радио покупио је Синдром, који шаље противавионске ракете да је оборе. Авион је уништен, али Хелен и деца преживе и користе своје моћи да дођу до острва. Хелен се инфилтрира у базу и открива план Синдрома. Незадовољна равнодушношћу Синдрома када јој је живот био угрожен, Мираж пушта Боба и обавештава га о опстанку његове породице. Хелен стиже и одјури с Бобом у потрагу за њиховом децом. Стражари Синдрома прогоне Муњу и Виолету, који их одбијају својим моћима пре поновног уједињења са родитељима. Синдром их све заробљава, остављајући породицу затворену док он прати ракету која је превезла Омнидроида у Метровил.
Невиђени беже у Метровил у другој ракети уз Миражину помоћ. Због своје напредне вештачке интелигенције, Омнидроид препознаје Синдрома као претњу себи и пуца са даљинског управљача на зглоб Синдрома, чинећи га неспособним да га контролише и онесвешћује га. Невиђени и Луцијус се заједно боре против Омнидроида. Хелен набавља даљински управљач, омогућавајући Бобу да користи једну од канџи робота да уништи његов извор напајања. Враћајући се кући, Невиђени проналазе Синдрома, који планира да отме Џек-Џека и подигне га као сопственог помоћника из освете. Док Синдром лети према свом млазњаку, Џек-Џекове сопствене суперсиле се манифестују и он побегне Синдрому у ваздуху. Хелен ухвати Џек-Џека, а Боб баца свој аутомобил на Синдромов авион док се у њега укрцава. Синдрома усисава у млазну турбину његов властити рт и авион експлодира.
Три месеца касније, Невиђени су сведоци доласка суперзликовца Подривача. Носе своје суперхеројске маске, спремни да се породично суоче са новом претњом.

## Гласовне улоге
| Улога                 | Оригинални глас      |
| --------------------- | -------------------- |
| Боб Пар / Г. Невиђени | Крејг Нелсон         |
| Хелен Пар / Еластична | Холи Хантер          |
| Виолета Пар           | Сара Вауел           |
| Муњослав „Муња” Пар   | Спенсер Фокс         |
| Џек-Џек Пар           | Ели Фусиле           |
| Луцијус Бест / Ледени | Самјуел Лирој Џексон |
| Мираж                 | Елизабет Пења        |
| Една „Е” Мода         | Бред Берд            |
| Наратор вести         | Теди Њутон           |
| гђа Хоџенсон          | Жан Синсер           |
| Рик Рукола            | Бад Лаки             |
| Гилберт Хаф           | Волес Шон            |
| Берни Кроп            | Лу Романо            |
| Тони Макарони         | Мајкл Берд           |
| Бомб Војаж            | Доминик Луј          |
| Кари                  | Брет Паркер          |
| Мала                  | Кимберли Адер Кларк  |
| Подривач              | Џон Раценбергер      |